# Iccse
Iccse Árpád-kori halászfalu maradványai a Sárvíz partján a mai palánki híd környékén kerültek elő. A helynevek is ide azonosítják: Icsei tó: nádas, mocsaras tó. A mai Mözstől nyugatra lévő dűlők: icsei szántók, icsei legelő, icsei erdő. Már a korai időben a szekszárdi apátság birtoka volt, bizonyíték erre az apátság 1514. évi birtokjegyzéke. Egy icsei kisnemes  nevével is találkozunk a középkorban, 1417-ben, amikor ia Icsei (de Iche) János fia György homo regiusként szerepel, majd Mihály fia János fordul elő ugyanezen minőségben.
1592-ben Martonfalvy Imrének adózik Icse is: „Adójok Iczeieknek tészen florenos No. 28. Ártán No.2. Karmasin száras csizma No. 1. Paputs kaptzástúl No. 1.” Az 1689-ben készült összeírás szerint: Iccse most néptelen falu 3 házzal. Martonfalvay birtoka, akinek az uraság elismerése jeléül egy pár karmazsin csizmát adott. A török császárnak 3 imperiálist, a török földesúrnak 1 imperiálist, a zsellér 50 dénárt fizetett. A gabona tizedét a szekszárdi bégnek adta. Ugyancsak a bor helyett 1 imperiálist. Erdeje, rétje, szántófölde és halászatra alkalmas vize bőségesen van.
Fehérvíz esetében, mely Iccse mellett fekhetett a mai mözsi határban szinte teljes bizonyossággal állíthatjuk, hogy a 14-16. században – legalább részben – a szekszárdi apátság birtokai közé tartozott. s bizonyossággal állíthatjuk, hogy a 14-16. században – legalább részben – a szekszárdi apátság birtokai közé tartozott.  Fehérvíz falu családfői 1572-73-ban: Tót György, Halász Vendel, Nagy F., Miklós J., Halász Imre, Tar Benedek, Tót Benedek, Kóka Pál, Fösüs M. Fürtös F., Tót Ágoston, Szacsi János, Nagy Benedek, Nagy Kelemen, Hegedüs Gál, Miklós György, Tar Gergely, Nagy Bálint 19 ház. 1592-ben Martonfalvay Imrének adózik: „Feiervízen vagyon két helyes, és két sellyér, kiknek annuális solutiok facuit florenos 20. Egy ártán, annak felette minden gabonájukbúl kilentzed jár, egy száras  karmasin chjma. Paputs egy. Patyolat vég 1.” Az 1600-as évek közepén elnéptelenedett. A török kiűzése után 1689-ben a palánki harmincados Gregorics Ferenc nevéhez fűződik  a sárközi falvak egy részének részletes összeírása. Fehérvíz most néptelen hely. A Sárvíz partján terül el. Martonfalvay István győri lakos birtoka, akinek elismerése jeléül évenként 20 forintot fizettek. A török császárnak 3 imperiálist, a török földesúrnak 1 imperálist, a zsellér 50 dénárt fizetett. A gabona után tizedet, a bor (minthogy a török vallás tíltja a bor élvezetét) tizede helyett egy imperiálist adtak a basának. Halászati jogért a vámszedővel kötött egyezség alapján egyesek 75, mások 50 dénárt adnak.